# Funció gaussiana

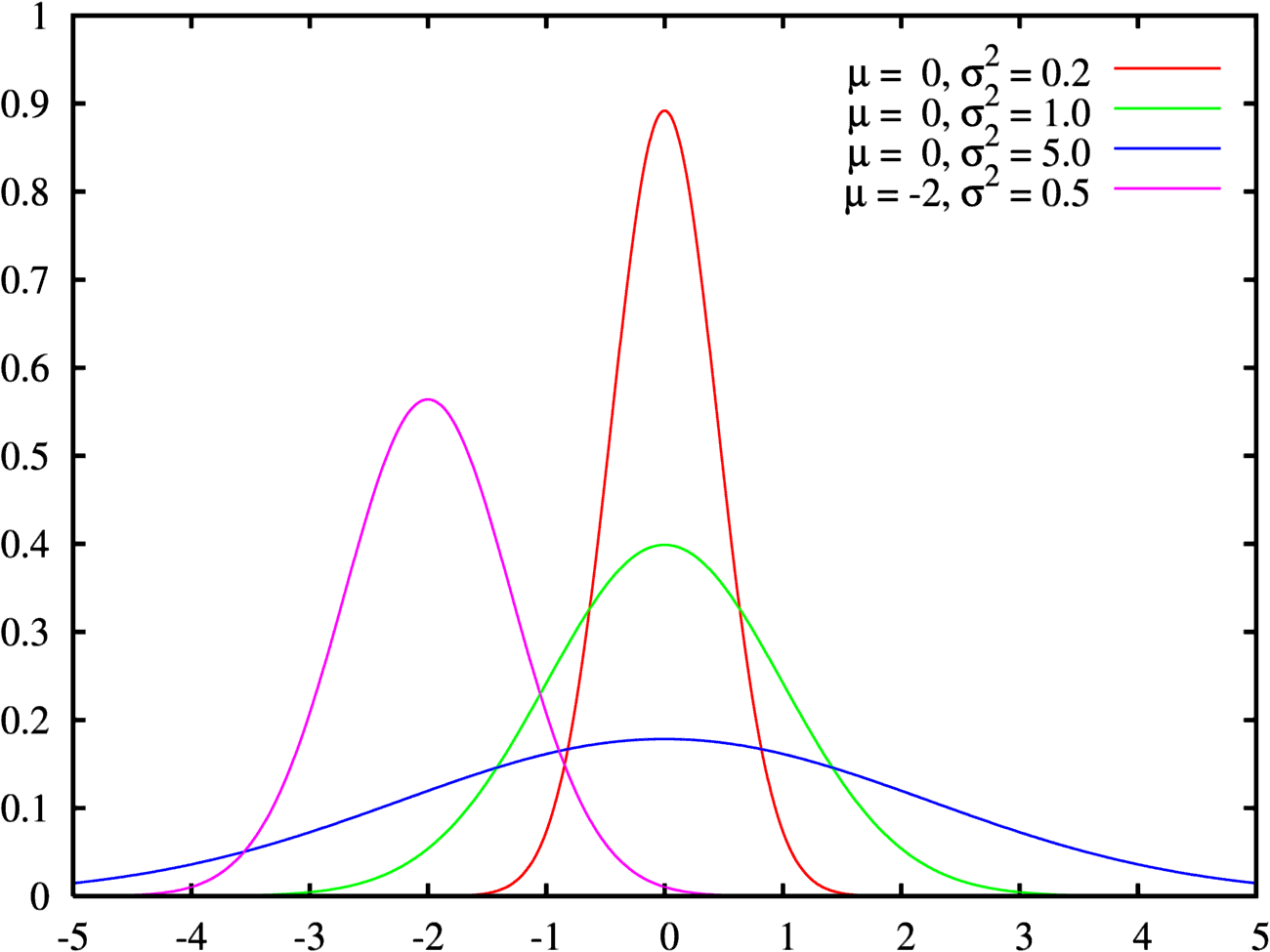
Corbes gaussianes amb diferents paràmetres

En matemàtiques la funció gaussiana (en honor de Carl Friedrich Gauss), és una funció definida per l'expressió:
{\displaystyle f(x)=ae^{-{\frac {(x-b)^{2}}{2c^{2}}}}}
on a, b i c són constants reals (a > 0).
La gràfica de la funció és simètrica amb forma de campana, coneguda com a campana de Gauss. El paràmetre a és l'altura de la campana centrada en el punt b, determinant c l'ample d'aquesta.
Les funcions gaussianes s'utilitzen freqüentment en estadística corresponent, en el cas que a sigui igual a {\displaystyle {\frac {1}{c{\sqrt {2\pi }}}}}, a la funció de densitat d'una variable aleatòria amb distribució normal de mitjana μ=b i variància σ²=c².
Les funcions gaussianes amb c² = 2 són les autofuncions de la transformada de Fourier. Això significa que la transformada de Fourier d'una funció gaussiana no és només altra gaussiana, sinó a més un múltiple escalar de la funció original.

## Propietats
Les gaussianes es troben entre les funcions elementals, encara que no posseïxen primitives elementals. No obstant això, el valor exacte de la integral impròpia sobretot el rang real pot derivar-se a partir del valor de la integral de Gauss obtenint-se que: 
{\displaystyle \int _{-\infty }^{\infty }ae^{-{\frac {(x-b)^{2}}{2c^{2}}}}\,dx=a|c|{\sqrt {2\pi }}.}
El valor de la integral és 1 si i solament si {\displaystyle a={\frac {1}{c{\sqrt {2\pi }}}}}, en aquest cas la funció gaussiana és la funció de densitat d'una variable aleatòria amb distribució normal de mitjana μ=b i variància σ²=c².
El valor de l'amplada total a la meitat del màxim (FWHM) per la funció gaussiana és {\displaystyle 2c{\sqrt {2\ln(2)}}}.
Es mostren diverses gràfiques de funcions gaussianes en la imatge adjunta.

## Aplicacions

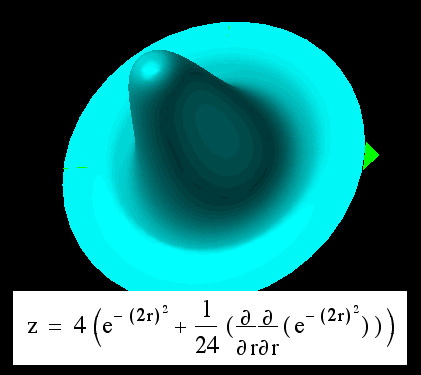
Forma tridimensional, usada també en antialiàsing

La primitiva d'una funció gaussiana és la funció error. Aquestes funcions apareixen en nombrosos contextos de les ciències naturals, ciències socials, matemàtiques i enginyeria. Alguns exemples: 
- En estadística i teoria de probabilitats, les funcions gaussianes apareixen com la funció de densitat de la distribució normal, la qual és una distribució de probabilitat límit de sumes complicades, segons el teorema del límit central.
- Una funció gaussiana és la funció d'ona de l'estat fonamental de l'oscil·lador harmònic quàntic.
- Els orbitales moleculars usats en química computacional són combinacions lineals de funcions gaussianes cridats orbitales gaussians.
- Matemàticament, la funció gaussiana té un paper important en la definició dels polinomis de Hermite.
- Conseqüentment, estan també associades amb l'estat de buit en la teoria quàntica de camps.
- Els llamps gaussians s'usen en sistemes òptics i de microones.
- Les funcions gaussianes s'utilitzen com a filtre de suavitzat en el processament digital d'imatges.